# 모히칸 족의 최후

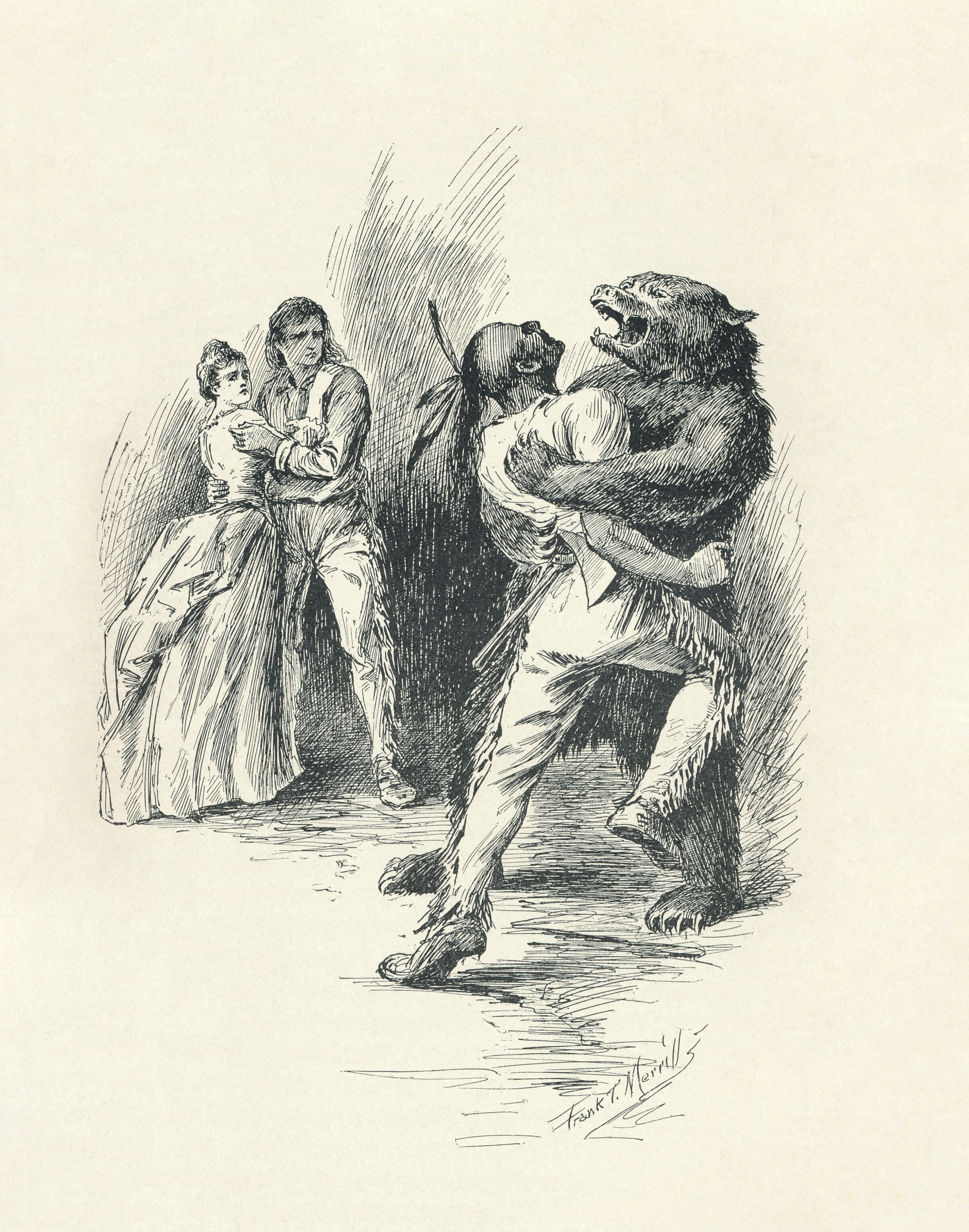

모히칸족의 최후(The Last of the Mohicans: A Narrative of 1757, 1826년)는 제임스 페니모어 쿠퍼의 역사 소설이다. 대표작으로 《가죽스타킹 이야기》(Leatherstocking Tales)로 총칭되는 5편의 변경 로맨스 가운데 두 번째 작품으로 가장 유명한 작품이다. 14년 후인 1840년에 나오게 되는 《더 패스파인더》(The Pathfinder)가 후속작이다.
이 이야기의 시간적 배경은 1757년 프랑스와 영국이 벌인 ‘프렌치 인디언 전쟁’이다. 이 전쟁 동안 프랑스는 북동부 변방 지대에서 숫자가 훨씬 우월한 영국 주민과 싸우기 위해 미국 인디언 연합군에게 많은 의존을 했다.
쿠퍼는 17세기 코네티컷 지역에서 영국인과 동맹 맺었던 유명한 모헤간 족 사켐(수장)의 이름을 따서 ‘웅카스’(Uncas)로 이름지었다. 이 이름을 사용함으로써 작가는 ‘모헤간’(Mohegan)과 역사적으로 허드슨강을 따라 뉴욕에 기반을 둔 ‘모히칸 족’(Mohican)을 혼동한 듯하다. 모히칸족은 그가 작품의 배경으로 하는 중앙 모호크 계곡 영역에 더 가까웠다.
비평가들이 설정상의 오류를 지적하긴 했으나, 이 소설은 당시 영어 소설 가운데 가장 인기 소설 가운데 하나였다. 그 길이와 정형적인 산문체 형식은 후대 독자가 보기에 지루하겠지만, 《모히칸 족의 최후》는 미국 문학 과정에서 여전히 널리 읽히고 있다. 여러 차례 영화로 만들었, TV의 영화나 만화 소재로 다루었다.
영국군 장교의 두 딸을 영국군 기지에 호송하는 한 무리가 프랑스군 지원하는 인디언의 습격을 받아 악전고투한다. 영국군 지원하는 변경 개척민 내티 범포와 그의 친구인 모히칸족의 추장과 그의 아들이 크게 활약한다. 쫓고 쫓기는 스릴이 넘치는 작품으로 서부극의 원조라 할 수 있다.

## 줄거리

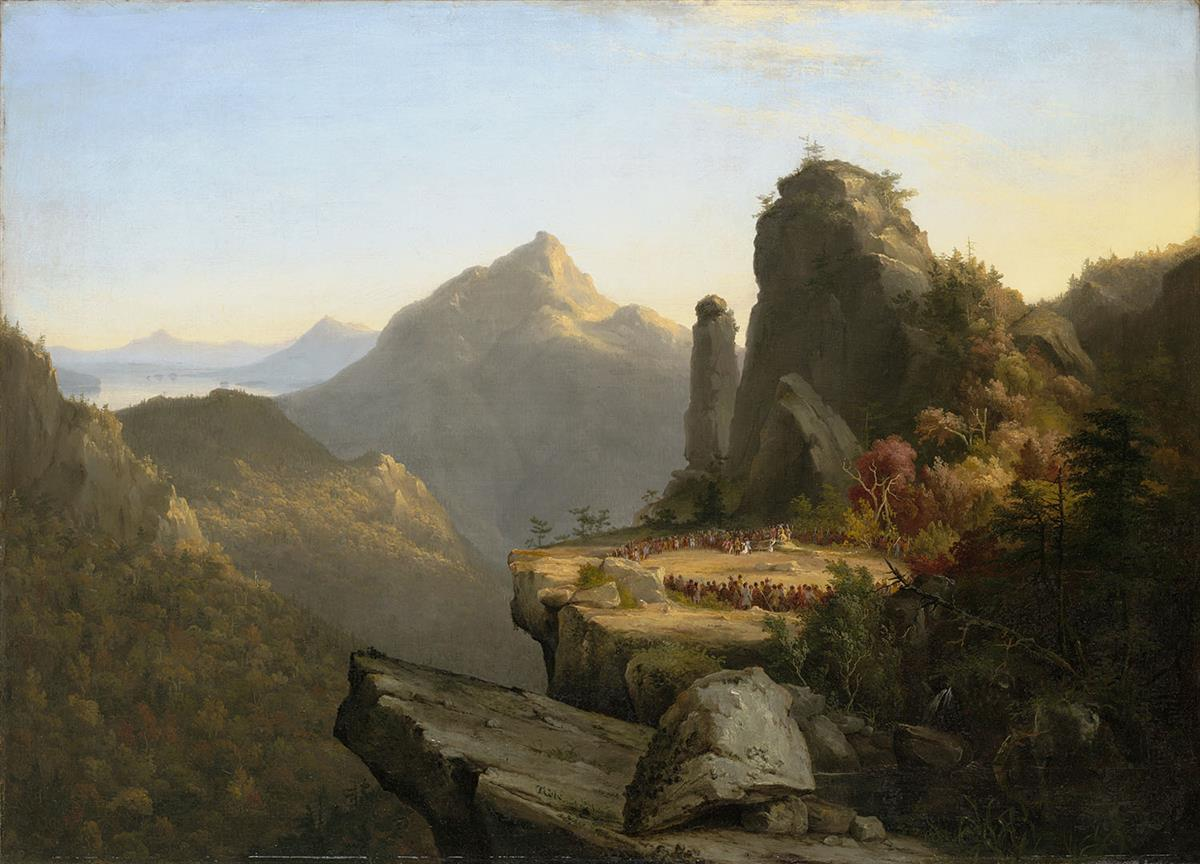

먼로 중령의 딸인 코라와 앨리스 먼로는 포트 에드워드의 던컨 헤이워드와 함께 먼로가 지휘하는 포트 윌리엄 헨리까지 여행한다. 그들은 영국 민병대와 동반하지 않고 지름길을 통해 마구아라는 이름의 원주민에게 숲을 안내받는다.